# Moggio Udinese
Moggio Udinese (friuli nyelven: Mueç, németül: Mosach, szlovénül: Možac) település Olaszországban, Friuli-Venezia Giulia régióban, Udine megyében. Lakosainak száma 1614 fő (2023. január 1.). Moggio Udinese Chiusaforte, Paularo, Pontebba, Resiutta, Tolmezzo, Arta Terme, Venzone, Dogna, Amaro és Hermagor-Pressegger See községekkel határos.

## Népesség
A település népességének változása:
| Lakosok száma | 1708 | 1703 | 1614 |
|               | 2017 | 2018 | 2023 |

## Testvérvárosok
- Moggio, Olaszország